# Thomas Bropleh
Thomas Bropleh, né le 17 août 1991 à Denver, est un joueur de basket-ball professionnel américano-libérien, évoluant au poste d’ailier. Il mesure 1,96 m.

## Biographie
Il passe ses années universitaires à l’université d'État de Boise où il joue pour les Broncos de Boise State. Non drafté en 2014, il s’envole pour  l’Europe et joue dans le championnat allemand à Paderborn Baskets lors de la saison 2014-2015.
La saison suivante, il rentre aux États-Unis où il joue en Ligue de Développement pour les Legends du Texas.
Il revient en Europe au FC Porto, dans le championnat portugais en 2016 qu’il quitte en février 2017 pour rejoindre Breogán, en deuxième division espagnole.
Il s’engage ensuite en France à Denain, en Pro B pour la saison 2017-2018.

## Clubs
- 2010-2014 :  Broncos de Boise State (Universitaire)
- 2014-2015 :  Allemagne Paderborn Baskets (Basketball-Bundesliga)
- 2015-2016 :  Legends du Texas (D-League)
- 2016-2017 (février) : FC Porto (LPB)
- 2017 (février-juin) :  Breogán (LEB)
- 2017-2018 :  Denain (Pro B)
- 2018- :  Betis Séville (LEB)